# District de Marcapata
Au Pérou, le district de Marcapata est l’un des douze districts de la province de Quispicanchi située dans le département de Cusco.